# بيير غيرين
بيير غيرين (بالفرنسية: Pierre Gérin)‏ هو منتج أفلام فرنسي، ولد في 6 مارس 1913 في باريس في فرنسا، وتوفي في 29 ديسمبر 1982.

## وصلات خارجية
- بيير غيرين على موقع IMDb (الإنجليزية)